# Orbaneja del Castillo
Orbaneja del Castillo es una localidad situada en la provincia de Burgos, comunidad autónoma de Castilla y León (España), comarca de Páramos. Pertenece administrativamente al municipio de Valle de Sedano, aunque tradicionalmente era un enclave independiente.

## Geografía
Es una localidad situada en el límite con Cantabria, ubicada entre el municipio de Valderredible en Cantabria y Escalada.
Limita:
- Norte: Báscones de Zamanzas
- Sur: San Felices del Rudrón
- Este: Escalada

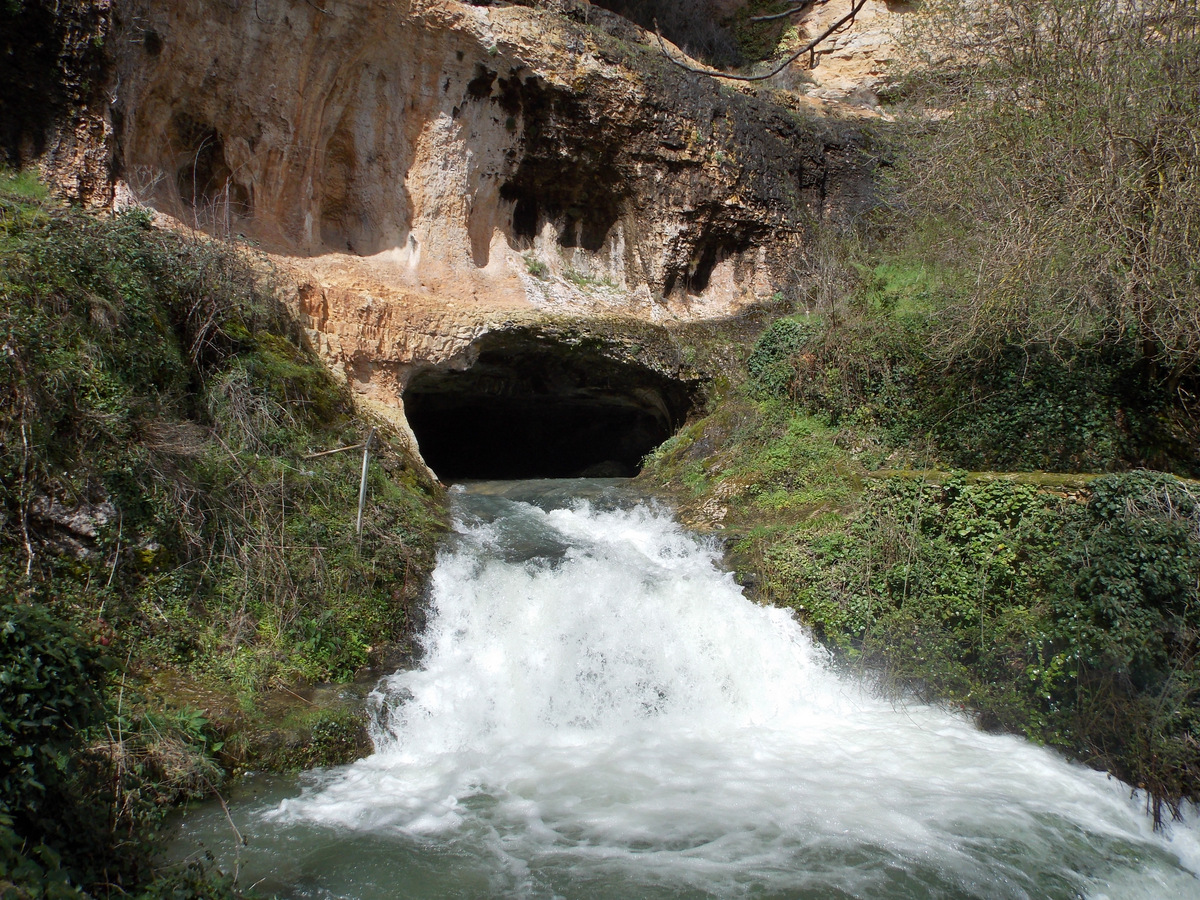
Cueva del Agua

- Oeste: Villaescusa de Ebro, Valderredible.

Se caracteriza por su paisaje kárstico modelado por el agua. La cueva del Agua ha motivado el interés para diversos estudiosos de la geología y ciencia afines. Pero también hay otras cuevas de interés menos conocidas como la cueva del níspero y la cueva del barbancho. De ella parte un arroyo que atraviesa la población para después caer en cascada hacia el Ebro que pasa al lado.
También aparece toba que destaca por diversos factores y con un alto contenido de materiales diversos. Tal característica la comparte con otros pueblos próximos como Tubilla del Agua.

## Vías de comunicación
Partiendo de la   N-623  a la altura de Escalada la carretera  BU-643  lleva hasta Orbaneja. Luego continúa hacia Villaescusa de Ebro por la  CA-275  que conduce a Polientes.

## Topónimo
Según el lingüista Edelmiro Bascuas, el topónimo Orbaneja, procedería de un tema hidronímico paleoeuropeo *orw-, derivado de la raíz indoeuropea *er- ‘fluir, moverse’, con significado hidronímico.

## Historia

### Cueva del Níspero
Ubicada a a unos 90 metros sobre el cauce del Ebro y el arroyo de Horca Menor. Estuvo ocupada al menos dos veces; una en el Epipaleolítico, que han servido para analizar el tipo de fauna, de industria lítica y otros materiales de las gentes que habitaban por esta zona. Según S. Corchón “estrechamente relacionadas con los desarrollos tipológicos y culturales de las vecinas provincias de Álava y Navarra”.

### Edad Media
- El pueblo actual se originó en la Edad Media. Su topónimo deja claro que había un castillo.
- Vivieron mozárabes venidos de Al-Ándalus. Era un pueblo con aljama, de la que queda el recuerdo en los nombres de las calles.
- Los Templarios levantaron el Hospital de San Albín.
- Los Reyes Católicos le dieron el título de villa.
- Este pueblo estaba incluido dentro de la diócesis de Santander, en el arciprestazgo de Cejancas, junto con Turzo, Bricia, Cilleruelo de Bricia y otros pueblos de este entorno.[6]
- En el año 1827 Sebastián Miñano y Bedoya especificó que tenía 38 vecinos, 160 habitantes y producía trigo, cebada, centeno, yeros, legumbres y toda clase de frutas.[7]

### 2.ª República
| Elecciones 1933-11-19 | Candidatura Agraria de Unión Central de Derechas | Coalición Católico-Agraria burgalesa | Candidatura de la República (gubernamental) | Conjunción Republicano-Socialista | Candidatura Republicana conservadora | Acción Rural | Comunistas | Derecha | Izquierda | -      |
|                       | 231                                              | 30                                   | 219                                         | 0                                 | 294                                  | 159          | 19         | 420     | 532       | -      |
| Elecciones 1936-02-16 | Frente contrarrevolucionario de derechas         | Frente Popular                       | Agraristas                                  | Partido Radical                   | -                                    | -            | -          | Derecha | Izquierda | Centro |
|                       | 444                                              | 328                                  | 115                                         | 10                                | -                                    | -            | -          | 559     | 328       | 10     |

## Estructura agraria
En este pueblo se mantenía un modelo de reparto de las tierras escasas y minúsculas en sus campos en el páramo, por encima del cantil que abriga el caserío, repartida en estrechas franjas de cultivo (hasta cien) para que cada vecino lentejero tuviera un reparto equitativo de la tierra.

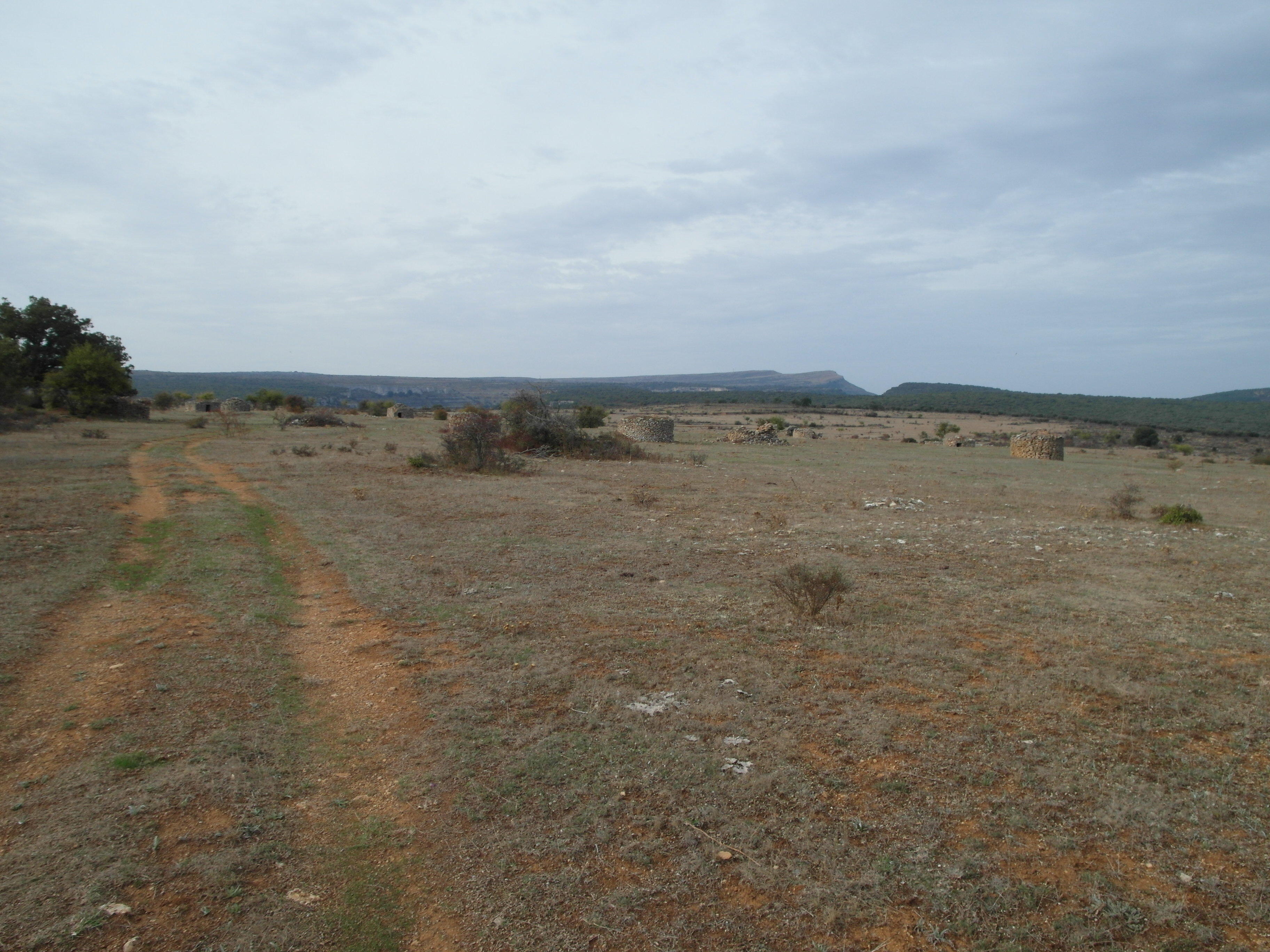
Las Eras. Al fondo la Escampada

Relacionado con esto son las eras del pueblo. Están situadas en la zona llana yendo a la Escampada. Junto a las eras se construyeron algunos chozos de piedra en seco, sin ningún tipo de argamasa, que servían para guardar los aperos para la trilla y el beldado del grano.

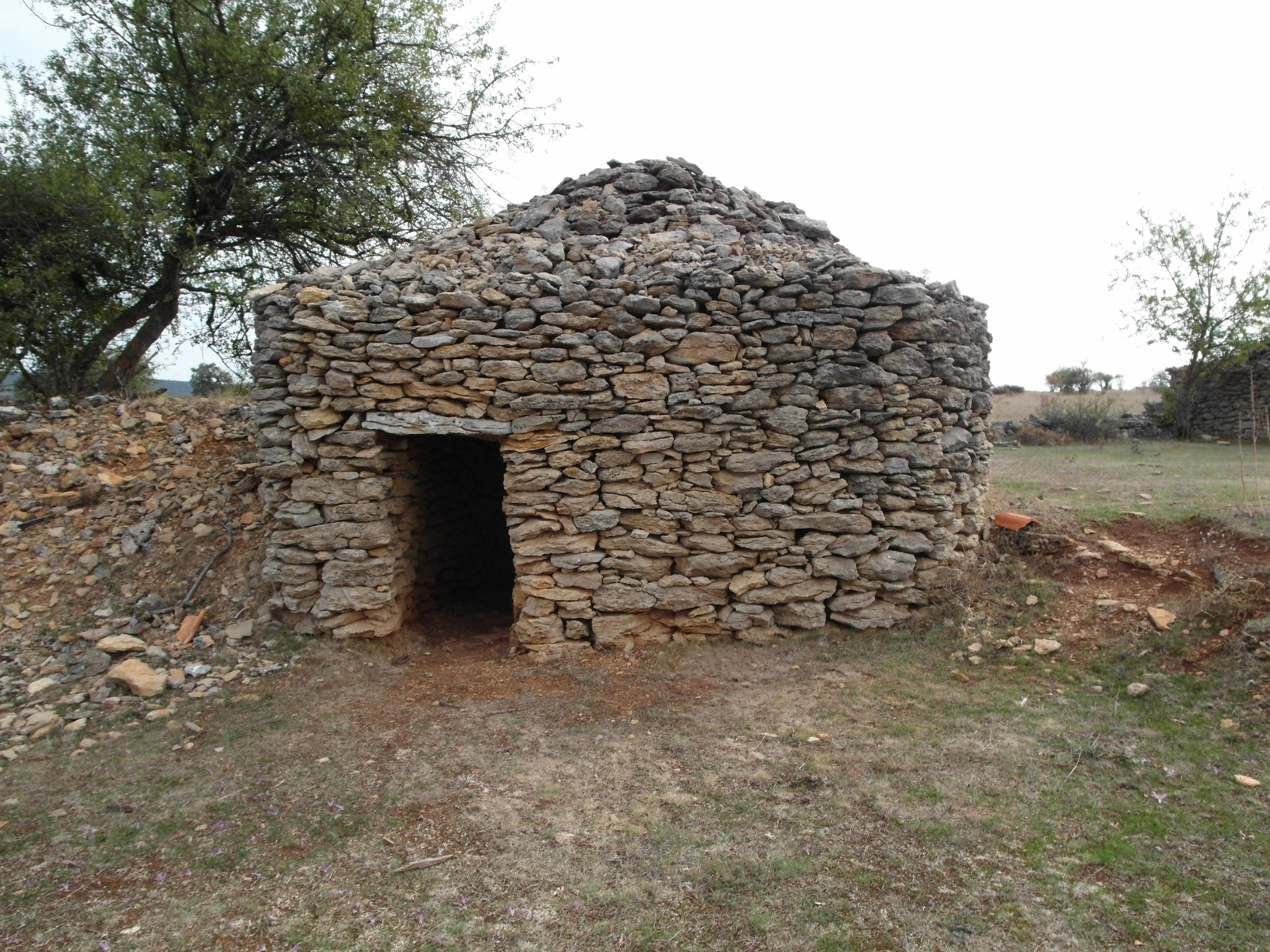
Ejemplo de choza

Pese a ser el pueblo un conjunto histórico, estas construcciones son poco conocidas pues se debe hacer un recorrido de algunos minutos desde el pueblo para llegar hasta ellas.

## Demografía
| Gráfica de evolución demográfica de Orbaneja del Castillo entre 1842 y 1970 |
| |
| Población de derecho según los censos de población del INE. Población de hecho según los censos de población del INE.Entre el censo de 1857 y el anterior, crece el término del municipio porque incorpora a Turzo. Entre el censo de 1981 y el anterior, este municipio desaparece porque se agrupa en el municipio Valle de Sedano. |

Orbaneja del Castillo contaba a 1 de enero de 2010 con una población de 47 habitantes, 27 hombres y 20 mujeres.
| Gráfica de evolución demográfica de Orbaneja del Castillo entre 2000 y 2010                      |
|                                                                                                  |
| Población de derecho (2000-2010) según los censos de población del INE a 1 de enero de cada año. |

## Patrimonio
La villa está considerada como Conjunto Histórico , declarado el 3 de junio de 1993 , BOCyL de 9/06/1993 y BOE de 18/08/1993.
La Cueva del Azar, arte rupestre, Bien de Interés Cultural, declarado el 25 de junio de 1985, BOE de 29/06/1985.

Orbaneja del Castillo
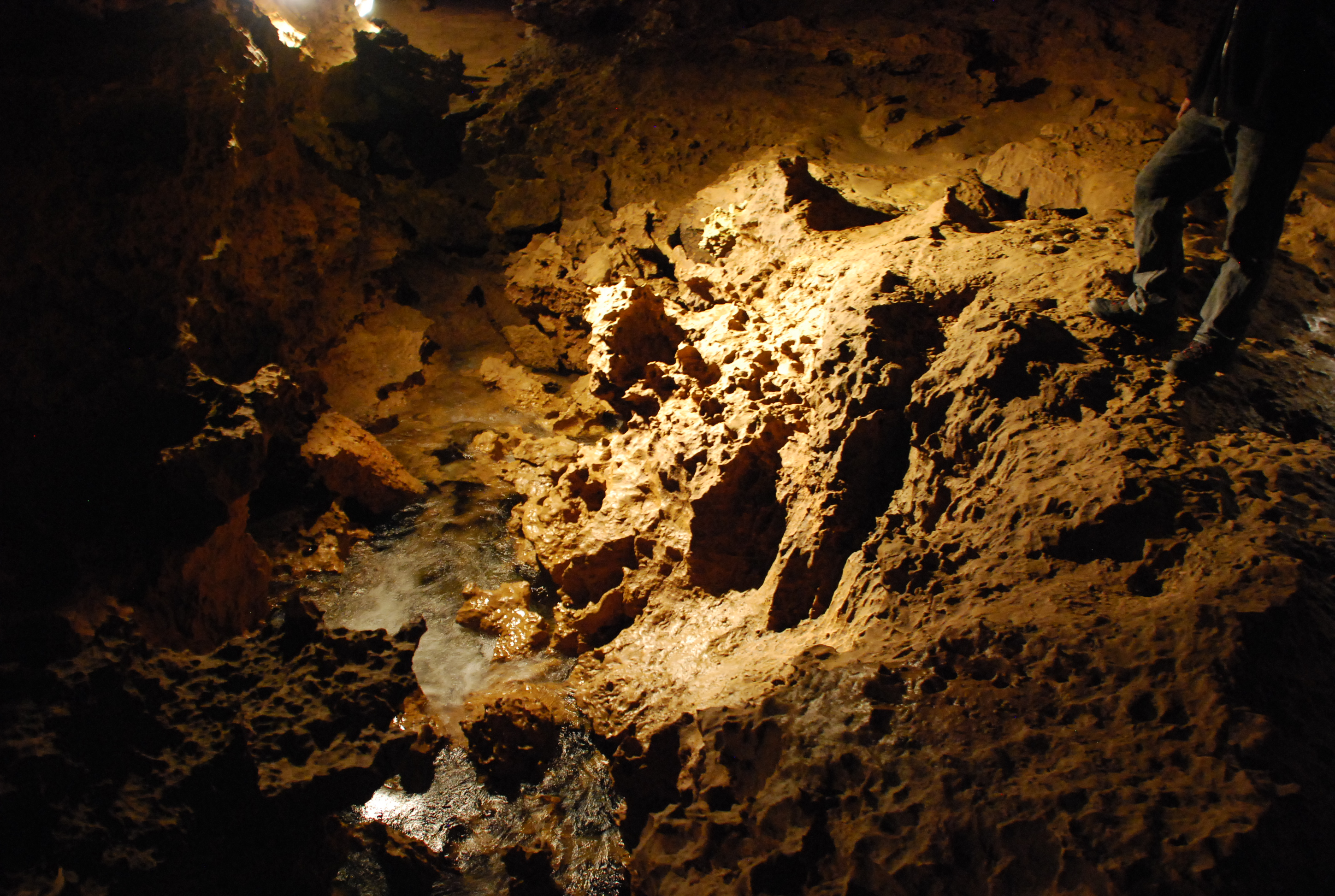
Cueva del Agua
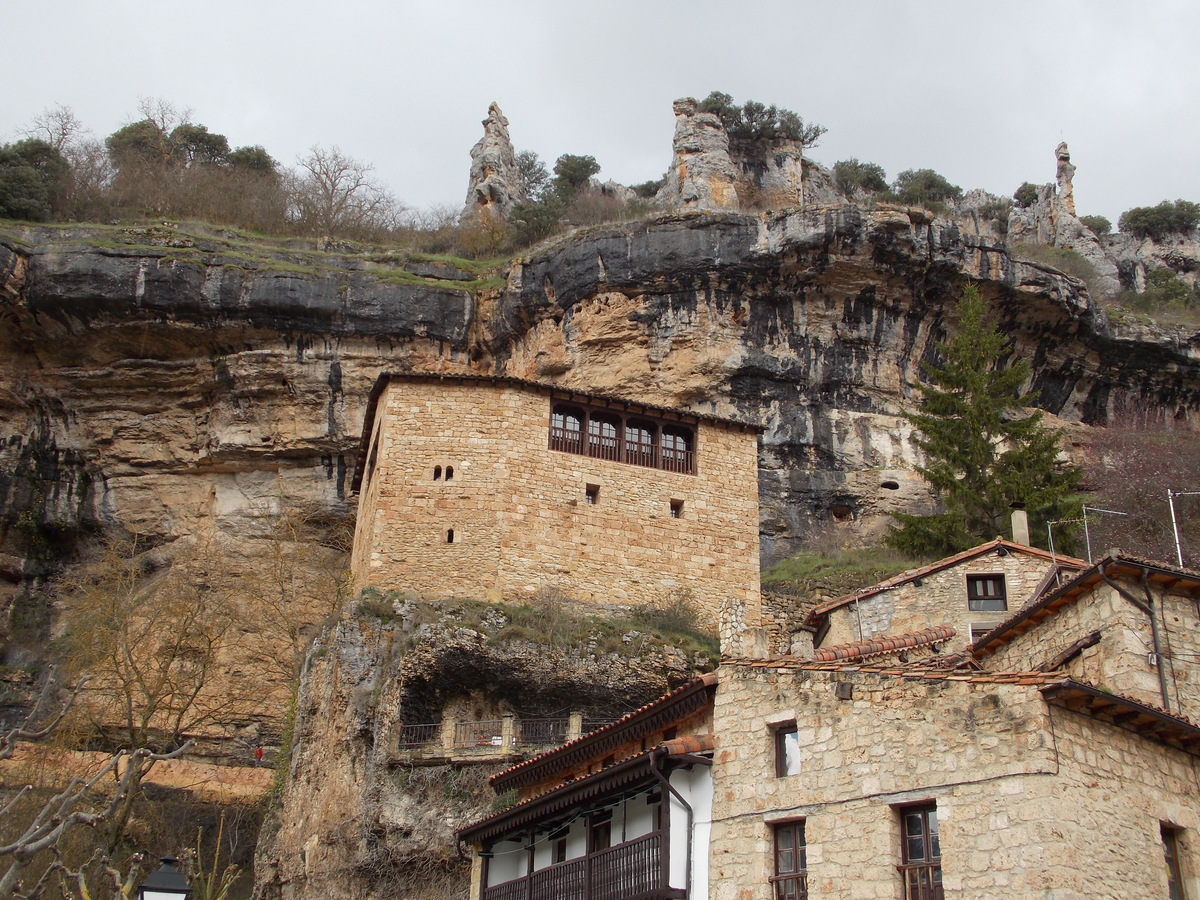
Detalle de arquitectura.